# Valerie Hobson
Babette Valerie Louise Hobson, cunoscută ca  Valerie Hobson   (n. 14 aprilie 1917, Larne⁠(d), Comitatul Antrim, Regatul Unit al Marii Britanii și Irlandei – d. 13 noiembrie 1998, Greater London, Anglia, Regatul Unit), a fost o actriță irlandeză.

## Filmografie
- His Lordship (1932) - Last Face in Montage (nemenționat)
- For Love of You (1933) - Minor Role (nemenționat)
- Eyes of Fate (1933) - Rene
- The Path of Glory (1934) - Maria
- Two Hearts in Waltz Time (1934) - Susie
- Badger's Green (1934) - Molly Butler
- Great Expectations (1934) - Biddy (scene șterse)
- Strange Wives (1934) - Mauna
- The Man Who Reclaimed His Head (1934) - Mimi - Carnival Girl (nemenționat)
- Life Returns (1935) - Mrs. Kendrick
- The Mystery of Edwin Drood (1935) - Helena Landless
- Rendezvous at Midnight (1935) - Sandra Rogers
- Oh, What a Night (1935) - Susan
- Bride of Frankenstein (1935) - Elizabeth
- Werewolf of London (1935) - Lisa Glendon
- Chinatown Squad (1935) - Janet Baker
- The Great Impersonation (1935) - Eleanor Dominey
- August Weekend (1936) - Claire Barry
- Secret of Stamboul (1936) - Tania
- Tugboat Princess (1936) - Sally
- No Escape (1936) - Laura Anstey
- Jump for Glory (1937) - Glory Howard aka Glory Fane
- The Drum (1938) - Mrs. Carruthers
- This Man Is News (1938) - Pat Drake
- Q Planes (1939) - Kay Hammond
- The Silent Battle (1939) - Draguisha
- This Man in Paris (1939) - Pat Drake
- The Spy in Black (1939) - The School Mistress
- Contraband (1940) - Mrs. Sorensen
- Atlantic Ferry (1941) - Mary Ann Morison
- Unpublished Story (1942) - Carol Bennett
- The Adventures of Tartu (1943, aka Sabotage Agent) - Maruschuka Lanova
- The Years Between (1946) - Diana Wentworth
- Great Expectations (1946) - Estella
- Blanche Fury (1948) - Blanche Fury
- The Small Voice (1948) - Eleanor Byrne
- Kind Hearts and Coronets (1949) - Edith
- Train of Events (1949) - Stella (segment "The Composer")
- The Interrupted Journey (1949) - Carol North
- The Rocking Horse Winner (1950) - Hester Grahame
- The Card (1952) - Countess of Chell
- Who Goes There! (1952) - Alex Cornwall
- Meet Me Tonight (1952) - Stella Cartwright (segment "Ways and Means")
- The Voice of Merrill (1952) - Alycia
- Background (1953) - Barbie Lomax
- Knave of Hearts (1954) - Catherine Ripois (ultimul rol de film)